# Silene
- Commons
- Wikispecies

Silene L. é um gênero botânico da família Caryophyllaceae.

## Sinonímia
| - Coronaria Guett. - Heliosperma Rchb. - Lychnis L. - Melandryum Rchb. | - Viscaria (DC.) Röhl. - Charesia E.A. Busch - Gastrocalyx Schischk. - Schischkiniella Steenis |

## Espécies de Silene
Espécies da Europa :
- Silene acaulis (L.) Jacq.
  - Silene acaulis subsp. acaulis ( Carici-Kobresietea: 44 )
  - Silene acaulis subsp. exscapa (All.) Killias ( Caricetea curvulae: 46 )
- Silene acutifolia Link ex Rohrb. ( Saxifragion willkommianae: 27.9 )
- Silene alba (Mill.) E.H.L.Krause
- Silene almolae J.Gay in Coss. ( Brachypodion distachyi: 50.13 )
- Silene alpestris Jacq.
- Silene andryalifolia Pomel ( Campanulion mollis: 27.14 )
- Silene apetala Willd.
- Silene armeria L.
- Silene baccifera Roth
- Silene badaroi Breistr.
- Silene behen L.
- Silene bellidifolia Juss. ex Jacq.
- Silene berthelotiana Webb ( Greenovio-Aeonietea: 31 )
- Silene borderei Jord. ( Saxifragion mediae: 27.1 )
- Silene boryi Boiss.
  - Silene boryi subsp. boryi ( Nevadension purpureae: 49.1 )
  - Silene boryi subsp. barduliensis Romo ( Asplenio-Saxifragion cuneatae: 27.4 )
  - Silene boryi subsp. penyalarensis (Pau) Rivas Mart. ( Saxifragion willkommianae: 27.9 )
  - Silene boryi subsp. tejedensis (Boiss.) Rivas Mart. ( Platycapno-Iberidion lagascanae: 33.2 )
- Silene cambessedesii Boiss. & Reut. ( Alkanno-Maresion nanae: 50.7 )
- Silene campanula Pers.
- Silene capensis Otth
- Silene catholica (L.) W.T.Aiton
- Silene cattariniana Ferrarini & Cecchi
- Silene chalcedonica (L.) E.H.L.Krause
- Silene ciliata Pourr.
  - Silene ciliata subsp. ciliata ( Festucion airoidis: 46.1 )
  - Silene ciliata subsp. arvatica (Lag.) Rivas Mart. ex Greuter, Burdet & Long ( Armerion cantabricae: 45.3 )
  - Silene ciliata subsp. elegans (Link ex Brot.) Rivas Mart. ( Festucetalia indigestae: 49a )
- Silene cinerea Desf.
- Silene coelirosa (L.) Godr.
- Silene colorata Poir. ( Tuberarietea guttatae: 50 )
- Silene colpophylla Wrigley
- Silene conica L. ( Tuberarietea guttatae: 50 )
- Silene conoidea L. ( Roemerion hybridae: 39.2 )
- Silene cordifolia All.
- Silene coronaria (L.) Clairv.
- Silene coutinhoi Rothm. & P.Silva ( Linarion triornithophorae: 43.4 )
- Silene crassipes Fenzl
- Silene cretica L.
- Silene cserei Baumg.
- Silene diclinis (Lag.) M.Laínz ( Brachypodion phoenicoidis: 51.3 )
- Silene dichotoma Ehrh.
- Silene dioica (L.) Clairv. ( Galio-Alliarion petiolatae: 40.2 )
  - Silene dioica var. dioica
  - Silene dioica var. serpentinicola
  - Silene dioica var. smithii
- Silene disticha Willd.
- Silene diversifolia Otth
- Silene fernandezii Jeanm. ( Andryalo-Crambion filiformis: 32.1 )
- Silene flos-cuculi (L.) Clairv.
- Silene flos-jovis (L.) Greuter & Burdet
- Silene foetida Link 
  - Silene foetida subsp. foetida ( Linario-Senecionion carpetani: 33.8 )
  - Silene foetida subsp. gayana Talavera ( Linario-Senecionion carpetani: 33.8 )
- Silene fuscata Link ( Echio-Galactition tomentosae: 39.10 )
- Silene gaditana Talavera & Bocquet ( Hymenocarpo-Malcolmion trilobae: 50.6 )
- Silene gallica L. ( Thero-Brometalia: 39e )
  - Silene gallica var. anglica
  - Silene gallica var. gallica
  - Silene gallica var. quinquevulnera
- Silene gazulensis A.Galán, J.E.Cortés, J.A.Vicente & R.Morales ( Campanulion mollis: 27.14 )
- Silene germana J.Gay in Coss. ( Omphalodion commutatae: 50.12 )
- Silene gracilis DC. ( Hymenocarpo-Malcolmion trilobae: 50.6 )
- Silene graminea Vis. ex Rchb.
- Silene hifacensis Rouy ex Willk. ( Teucrion buxifolii: 27.12 )
- Silene inaperta L. 
  - Silene inaperta subsp. inaperta ( Andryaletalia ragusinae: 33d )
  - Silene inaperta subsp. serpentinicola Talavera ( Omphalodion commutatae: 50.12 )
- Silene italica (L.) Pers.
  - Silene italica var. pogonocalyx Svent. ( Greenovion aureae: 31.3 )
- Silene laeta (Aiton) Godr. ( Juncion acutiflori: 59.3 )
- Silene latifolia Poir. ( Trifolio-Geranietea: 43 )
- Silene legionensis Lag. ( Hieracio-Plantaginion radicatae: 49.5 )
- Silene linicola C.C.Gmel.
- Silene littorea Brot.
  - Silene littorea subsp. littorea ( Linarion pedunculatae: 50.8 )
  - Silene littorea subsp. ascendens (Lag.) Rivas Goday ex Rivas Mart. ( Stipion capensis: 50.10 )
- Silene longicaulis Pourr. ex Lag. ( Linario-Vulpion alopecuroris: 39.11 )
- Silene longicilia (Brot.) Otth in DC. ( Calendulo-Antirrhinion linkiani: 32.5 )
- Silene lydia Boiss.
- Silene mariana Pau ( Tuberarion guttatae: 50.1 )
- Silene maritima
- Silene marizii Samp. ( Rumici-Dianthion lusitani: 32.3 )
- Silene mellifera Boiss. & Reut.
  - Silene mellifera subsp. mellifera ( Origanion virentis: 43.5 )
  - Silene mellifera subsp. nevadensis (Boiss.) Breistr. ( Sideritido-Arenarion microphyllae: 52.7 )
- Silene micropetala Lag. ( Malcolmietalia: 50b )
- Silene mollissima (L.) Pers. ( Brassico-Helichrysion rupestris: 27.13 )
- Silene montserratii (Fern.Casas) Mayol & Rosselló
- Silene multicaulis Guss.
- Silene multifida Edgew.
- Silene muscipula L. ( Centaureetalia cyani: 39a )
- Silene neglecta Ten.
- Silene nemoralis Waldst. & Kit. ( Trifolio-Geranietea: 43 )
- Silene nicaensis All. ( Cutandietalia maritimae: 50d )
- Silene noctiflora L.
- Silene nocturna L.
- Silene nodulosa Viv.
- Silene nutans L. ( Trifolio-Geranietea: 43 )
  - Silene nutans var. infracta
  - Silene nutans var. nutans
- Silene obtusifolia Willd. ( Crithmo-Daucion halophili: 19.3 )
- Silene oropediorum Coss. ex Batt. ( Brachypodietalia distachyi: 50c )
- Silene otites (L.) Wibel
- Silene paradoxa L.
- Silene pendula L.
- Silene petrarchae Ferrarini & Cecchi
- Silene pichiana Ferrarini & Cecchi
- Silene portensis L. ( Tuberarietalia guttatae: 50a )
- Silene pratensis Godr. in Gren.
- Silene psammitis Link ex Spreng. subsp. psammitis ( Tuberarietalia guttatae: 50a ) 
  - Silene psammitis subsp. lasiostyla (Boiss.) Rivas Goday ( Omphalodion commutatae: 50.12 )
- Silene pusilla Waldst. & Kit.
- Silene ramosissima Desf. ( Cutandietalia maritimae: 50d )
- Silene requienii Otth
- Silene rothmaleri P.Silva ( Astragalion tragacanthae: 19.5 )
- Silene rubella L. ( Centaureetalia cyani: 39a )
- Silene rupestris L. ( Sedo-Scleranthetalia: 55a )
- Silene saxifraga L. ( Potentilletalia caulescentis: 27a )
- Silene scabriflora Brot. 
  - Silene scabriflora subsp. scabriflora ( Tuberarietalia guttatae: 50a )
  - Silene scabriflora subsp. megacalycina Talavera ( Thero-Airion: 50.2 )
  - Silene scabriflora subsp. tuberculata (Ball) Talavera ( Echio-Galactition tomentosae: 39.10 )
- Silene schafta C.C.Gmel. ex Hohen.
- Silene sclerocarpa Dufour ( Malcolmietalia: 50b )
- Silene sedoides Poir. ( Frankenion pulverulentae: 22.2 )
- Silene segetalis Dufour ( Roemerion hybridae: 39.2 )
- Silene sericea All.
  - Silene sericea var. balearica Willk. ( Alkanno-Maresion nanae: 50.7 )
- Silene stenophylla Ledeb.
- Silene stockenii Chater ( Hymenocarpo-Malcolmion trilobae: 50.6 )
- Silene stricta L. ( Ridolfion segetum: 39.3 )
- Silene subconica Friv.
- Silene succulenta Forssk.
- Silene suecica (Lodd.) Greuter & Burdet
- Silene tomentosa Otth en DC. ( Campanulion mollis: 27.14 )
- Silene tridentata Desf. ( Thero-Brometalia: 39e )
- Silene uniflora Roth ( Crithmo-Armerion maritimae: 20.6 )
- Silene vallesia L.
- Silene velutina Pourr. ex Loisel.
- Silene viridiflora L.
- Silene viscaria (L.) Borkh.
- Silene vulgaris (Moench) Garcke
  - Silene vulgaris subsp. angustifolia
  - Silene vulgaris subsp. commutata
  - Silene vulgaris subsp. glareosa (Jord.) Marsden-Jones & Turrill ( Thlaspietea rotundifolii: 33 )
  - Silene vulgaris subsp. prostrata (Gaudin) Schinz & Thell. ( Thlaspietalia rotundifolii: 33a )
  - Silene vulgaris subsp. vulgaris
    - Silene vulgaris var. litoralis
    - Silene vulgaris var. vulgaris
- Silene wahlbergella
- Silene xmontistellensis Ladero, Rivas Mart., A.Amor, M.T.Santos & M.T.Alonso (S. acutifolia × S. foetida subsp. foetida) ( Rumici-Dianthion lusitani: 32.3 )

Espécies da América do Norte :
- Silene alexandri Hillebr
- Silene antirrhina L.
- Silene aperta Greene
- Silene bernardina S.Wats.
- Silene bridgesii Rohrb.
- Silene californica Dur.
- Silene campanulata S. Wats.
- Silene caroliniana Walt.
- Silene clokeyi C.L.Hitchc. & Maguire
- Silene cryptopetala Hillebr
- Silene degeneri Sherff
- Silene douglasii Hook.
- Silene drummondii Hook.
- Silene grayi S.Wats.
- Silene hookeri Nutt.
- Silene involucra (Cham. & Schlecht.) Bocquet
- Silene kingii (S.Wats.) Bocquet
- Silene laciniata Cav.
- Silene lanceolata Gray
- Silene lemmonii S.Wats.
- Silene macrosperma (Porsild) Hultén
- Silene marmorensis Kruckeberg
- Silene menziesii Hook.
- Silene multinerva S.Wats.
- Silene nachlingerae Tiehm
- Silene nivea (Nutt.) Muhl ex Otth
- Silene nuda
- Silene occidentalis
- Silene oregana
- Silene ovata
- Silene parishii
- Silene parryi
- Silene perlmanii
- Silene petersonii
- Silene plankii
- Silene polypetala
- Silene rectiramea
- Silene regia
- Silene repens
- Silene rotundifolia
- Silene sargentii
- Silene scaposa
- Silene scouleri
- Silene seelyi
- Silene sorensenis
- Silene spaldingii
- Silene stellata
- Silene subciliata
- Silene suksdorfii
- Silene taimyrensis
- Silene tayloriae
- Silene thurberi
- Silene uralensis
- Silene verecunda
- Silene virginica
- Silene wrightii

## Classificação do gênero
| Sistema | Classificação                    | Referência               |
| ------- | -------------------------------- | ------------------------ |
| Linné   | Classe Decandria, ordem Trigynia | Species plantarum (1753) |